# Chlorapatit
Chlorapatit (ehemals Apatit-(CaCl)) ist ein relativ selten vorkommendes Mineral aus der Mineralklasse der „Phosphate, Arsenate und Vanadate“. Chlorapatit hat die idealisierte chemischen Zusammensetzung Ca5[Cl|(PO4)3] und ist damit chemisch gesehen ein Calcium-Phosphat mit zusätzlichen Chloridionen.
Als Chloranalogon von Fluorapatit und Hydroxylapatit ist Chlorapatit das chlorreiche Endglied der Apatit-Gruppe. Aufgrund der möglichen Mischkristallbildungen innerhalb dieser Gruppe ist daher oft ein geringer Anteil von Chlor durch Fluor und/oder Hydroxidionen ersetzt (substituiert).
Chlorapatit kristallisiert im hexagonalen Kristallsystem und entwickelt oft prismatische Kristalle mit hexagonaler Grundfläche, kommt aber auch in Form körniger bis massiger Mineral-Aggregate vor und kann zonare Verwachsungen mit Fluorapatit bilden. In reiner Form wäre Chlorapatit farblos und durchsichtig. Durch vielfache Lichtbrechung aufgrund von Gitterbaufehlern oder polykristalliner Ausbildung ist er jedoch meist durchscheinend weiß oder nimmt durch Fremdbeimengungen verschiedene Farben wie unter anderem grünlichgelb, rosaweiß oder hellgrünlichgrau an.

## Etymologie und Geschichte
Der Name Chlorapatit weist einerseits auf seine enge Verwandtschaft und chemische Ähnlichkeit mit den anderen Mitgliedern der Apatitgruppe hin und andererseits auf das in der chemischen Zusammensetzung maßgebliche Element Chlor. Die chemische Zusammensetzung der bereits bekannten Apatite analysierte 1827 erstmals Gustav Rose, der neben dem Fluorapatit auch den Chlorapatit als eigene Mineralart ansprach.
Als erste Typlokalitäten gilt die Gemeinde Kragerø (auch Krageröe) in der norwegischen Provinz Telemark, da nach der Aufzählung der Fundorte von Mineralproben mit den höchsten Chlor- bzw. den geringsten Fluorgehalten nach Carl Rammelsberg an diesem Fundort auftraten.
Als Co-Typlokalität gilt der Dicksberg bei Ransäter in der schwedischen Gemeinde Munkfors (Provinz Värmland), da Lars Johan Igelström (1822–1897) aus diesem Fundort Mineralproben zur vollständigen Beschreibung der Kristallstruktur entnommen hatte.
Im Zuge der 2008 erfolgten Publikation „Tidying up Mineral Names: an IMA-CNMNC Scheme for Suffixes, Hyphens and Diacritical marks“ erfolgte eine Umbenennung der Mitglieder der Apatitgruppe. um deren Namen zu vereinheitlichen. Das jeweilige Haupt-Kation und -Anion wurden als Suffix in Klammern dem Gruppennamen angehängt und aus dem Chlorapatit wurde entsprechend Apatit-(CaCl). Zwei Jahre später wurde diese Namensänderung bei der Neuordnung und Nomenklatur der Apatit-Supergruppen-Minerale allerdings wieder rückgängig gemacht und das Mineral erhielt wieder seinen ursprünglichen Namen Chlorapatit.

## Klassifikation
Bereits in der veralteten 8. Auflage der Mineralsystematik nach Strunz gehörte der Chlorapatit zur Mineralklasse der „Phosphate, Arsenate und Vanadate“ und dort zur Abteilung „Wasserfreie Phosphate, Arsenate und Vanadate mit fremden Anionen“, wo er zusammen mit Belovit, Carbonat-Fluorapatit, Oxy-Apatit (hypothetisch), Hydroxylapatit die „Apatit-Reihe“ mit der System-Nr. VII/B.16a bildete.
Im zuletzt 2018 überarbeiteten und aktualisierten Lapis-Mineralienverzeichnis nach Stefan Weiß, das sich aus Rücksicht auf private Sammler und institutionelle Sammlungen noch nach dieser klassischen Systematik von Karl Hugo Strunz richtet, erhielt das Mineral die System- und Mineral-Nr. VII/B.39-020. In der „Lapis-Systematik“ entspricht dies der etwas präziser definierten Abteilung „Wasserfreie Phosphate, mit fremden Anionen F,Cl,O,OH“, wo Chlorapatit zusammen mit Alforsit, Belovit-(Ce), Belovit-(La), Carbonat-Fluorapatit, Carbonat-Hydroxylapatit, Carlgieseckeit-(Nd), Deloneit-(Ce), Fluorapatit, Fluorcaphit, Fluorphosphohedyphan, Fluorstrophit, Hedyphan, Hydroxylapatit, Hydroxylpyromorphit, Johnbaumit, Kuannersuit-(Ce), Mimetesit, Miyahisait, Morelandit, Phosphohedyphan, Pieczkait, Pyromorphit, Stronadelphit, Svabit, Turneaureit, Vanackerit und Vanadinit die „Apatit-Gruppe“ mit der System-Nr. VII/B.39 bildet.
Die von der International Mineralogical Association (IMA) zuletzt 2009 aktualisierte 9. Auflage der Strunz’schen Mineralsystematik ordnet den Chlorapatit ebenfalls in die Abteilung der „Phosphate usw. mit zusätzlichen Anionen; ohne H2O“ ein. Diese ist allerdings weiter unterteilt nach der relativen Größe der beteiligten Kationen und dem Stoffmengenverhältnis der zusätzlichen Anionen zum Phosphat-, Arsenat- beziehungsweise Vanadat-Komplex (RO4), so dass das Mineral entsprechend seiner Zusammensetzung in der Unterabteilung „Mit ausschließlich großen Kationen; (OH usw.) : RO4 = 0,33 : 1“ zu finden ist, wo es zusammen mit Alforsit, Belovit-(Ce), Belovit-(La), Carbonat-Fluorapatit, Carbonat-Hydroxylapatit, Fluorphosphohedyphan, Fluorstrophit, Hydroxylapatit, Hydroxylapatit-M, Deloneit-(Ce), Fermorit, Fluorapatit, Fluorcaphit, Hedyphan, Hydroxylpyromorphit, Johnbaumit, Kuannersuit-(Ce), Mimetesit, Mimetesit-M (diskreditiert 2010), Morelandit, Phosphohedyphan, Pyromorphit, Svabit, Stronadelphit, Turneaureit und Vanadinit ebenfalls die „Apatit-Gruppe“ mit der System-Nr. 8.BN.05 bildet.
Auch die vorwiegend im englischen Sprachraum gebräuchliche Systematik der Minerale nach Dana ordnet den Chlorapatit in die Klasse der „Phosphate, Arsenate und Vanadate“ und dort in die Abteilung „Wasserfreie Phosphate etc., mit Hydroxyl oder Halogen“ ein. Auch hier ist er in der „Apatitgruppe“ mit der System-Nr. 41.08.01 innerhalb der Unterabteilung „Wasserfreie Phosphate etc., mit Hydroxyl oder Halogen mit (A)5(XO4)3Zq“ zu finden.

## Kristallstruktur
Chlorapatit kristallisiert hexagonal in der Raumgruppe P63/m (Raumgruppen-Nr. 176) mit den Gitterparametern a = 9,60 Å und c = 6,78 Å sowie zwei Formeleinheiten pro Elementarzelle.
Die Kristallstruktur von Chlorapatit besteht aus 9-fach koordinierten Calcium-Polyedern, die Ketten über gemeinsam genutzte Flächen parallel der c-Achse [0001] bilden. Diese Ketten werden über kanten- und eckenteilende PO4-Tetraeder miteinander verknüpft und bilden so ein hexagonales Gerüst mit großen hexagonalen Kanälen. In diesen, ebenfalls parallel zur c-Achse ausgerichteten, Kanälen sind die Chlorionen eingelagert.

## Bildung und Fundorte

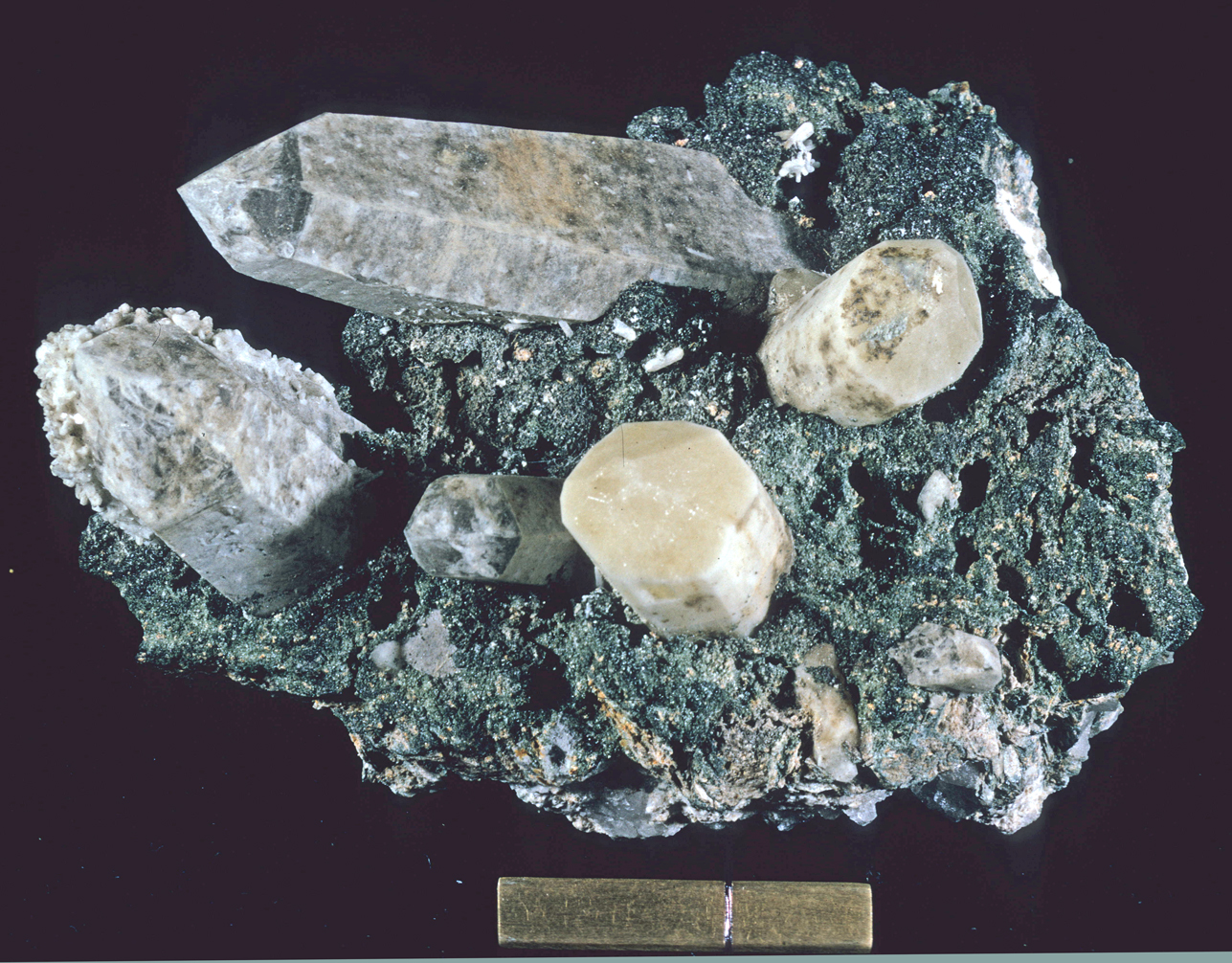
Apatitkristalle mit Quarz, Chlorit und Stilbit aus Kurokura, Yamakita, Präfektur Kanagawa, Japan (Vergleichsmaßstab: 1 Zoll mit Kerbe bei 1 cm)

Chlorapatit bildet sich weit seltener als Fluor- oder Hydroxylapatit und tritt nur in Umgebungen mit einem Mangel an Fluor auf. An seiner Typlokalität Kragerø in Norwegen fand sich das Mineral in den magmatisch gebildeten Pegmatiten zusammen mit Hornblende, Ilmenit, Magnetit, Pyrrhotin, Rutil, Skapolith (Wernerit) und Titanit (Sphen).
An seiner Co-Typlokalität am Dicksberg bei Ransäter in Schweden trat das Mineral in den dortigen Gneisen zusammen mit Quarz, Damourit und nicht näher bestimmten Feldspat auf.
Als akzessorischer Bestandteil kann Chlorapatit auch in geschichteten mafischen Intrusionen entstehen. Ebenso findet er sich in metamorphen Kalksilikatgesteinen und -marmoren wie unter anderem am Bobs Lake in der Gemeinde Oso in der kanadischen Provinz Ontario. Als Begleitminerale traten hier unter anderem Aktinolith, Calcit, Diopsid, Quarz und Talk auf.
Als seltene Mineralbildung konnte Chlorapatit nur an wenigen Orten weltweit nachgewiesen werden, wobei bisher rund 190 Fundorte dokumentiert sind, die sich allerdings mehrheitlich auf Meteoritenfunde beschränken.
In Deutschland fand sich Chlorapatit unter anderem in den Meteoriten Stubenberg in Niederbayern, Linum und Trebbin in Brandenburg, Bremervörde in Niedersachsen und Salzwedel in Sachsen-Anhalt. Daneben trat das Mineral noch am Nickenicher Sattel (Eicher Sattel) bei Nickenich im rheinland-pfälzischen Landkreis Mayen-Koblenz sowie in der Zinngrube Sauberg bei Ehrenfriedersdorf in Sachsen auf.
In Österreich konnte das Mineral bisher nur im Marmor-Steinbruch Malaschofsky bei Lichtenau im Waldviertel (Niederösterreich) sowie am Höllkogel nahe dem Ort Alpl und bei Granegg im Ortsteil Freßnitzgraben in der Gemeinde Krieglach (Steiermark) entdeckt werden. Außerdem wurde es in dem 1976 nahe der Gemeinde Ischgl in Tirol entdeckten, gleichnamigen Meteoriten nachgewiesen.
Der bisher einzige bekannte Fundort in der Schweiz ist die gering vererzte Uran-Lagerstätte Boitses nahe Lavey-Morcles im Schweizer Kantons Waadt.
Erwähnenswert aufgrund außergewöhnlicher Chlorapatitfunde sind vor allem Pegmatite in der Umgebung von Bamble in Norwegen, wo perfekt ausgebildete und bis zu 35 cm lange, prismatische Kristalle gefunden wurden.
Weitere bekannte irdische Fundorte sind unter anderem Sar-e-Sang in Afghanistan, Daşkəsən (auch Dashkesan) in Aserbaidschan, Linópolis in Minas Gerais und Parauapebas in Pará in Brasilien, eine Höhle auf San Salvador Island sowie verschiedene Orte in Chile, China, Dänemark, Finnland, im Irak, in Italien, Japan, Kasachstan, Neuseeland, Pakistan, Rumänien, Russland, Ungarn, den USA und Venezuela.
Als Meteoritenfund kennt man das Mineral außerdem von verschiedenen Marsmeteoriten, die vielfach in Nordwestafrika entdeckt wurden nur eine Katalog-Nr. tragen wie beispielsweise NWA 2046 und NWA 3171 aus Algerien, NWA 856 aus Marokko sowie NWA 1460, NWA 2737, NWA 7251 und viele weitere aus Tunesien und der Westsahara. Vorwiegend in Meteoriten entdeckte man Chlorapatit auch in der Antarktis, genauer in den Allan Hills (ALH), wonach die entsprechenden Meteoriten auch benannt wurden (z. B. ALH A77176, ALH A77304).
Weitere bekannte Meteoritenfunde wurden unter anderem in Argentinien (Campo del Cielo), Australien (Forest Vale, Karoonda, Miles und andere), England im Vereinigten Königreich, Mexiko, der Mongolei, den Niederlanden, Nigeria, Oman, Polen, Serbien, Spanien und der Ukraine bekannt.

## Verwendung
Chlorapatit wird zur Herstellung von Düngemitteln und in der chemischen Industrie verwendet.